# 萨尔马涅
萨尔马涅（法語：Salmagne，法語發音：[salmaɲ]）是法国默兹省的一个市镇，属于巴勒迪克区。

## 地理
萨尔马涅（48°45'8"N, 5°19'29"E）面积16.73 平方千米，位于法国大東部大區默兹省，该省份为法国西北部内陆省份，北与比利时接壤，西接马恩省和阿登省，南至上马恩省和孚日省，东临默尔特-摩泽尔省。
与萨尔马涅接壤的市镇（或旧市镇、城区）包括：达贡维尔、埃尔讷维尔欧布瓦、拉瓦莱、卢瓦塞、奥尔南河畔楠苏瓦、库桑斯-莱特里孔维尔、巴鲁瓦地区特龙维尔。

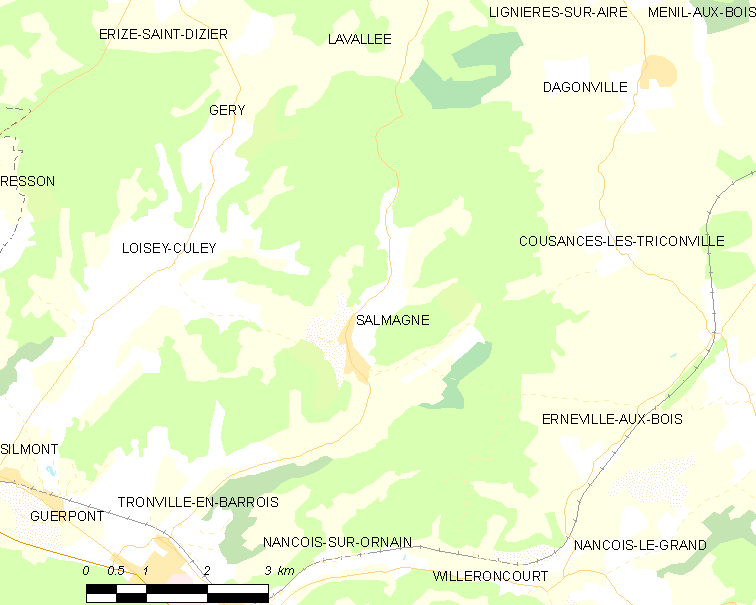
萨尔马涅的OSM定位图

萨尔马涅的时区为UTC+01:00、UTC+02:00（夏令时）。

## 行政
萨尔马涅的邮政编码为55000，INSEE市镇编码为55466。

## 政治
萨尔马涅所属的省级选区为沃库勒尔县。

## 人口

1962-2008年间萨尔马涅人口变化图示

萨尔马涅于2022年1月1日时的人口数量为284人。